# Abies durangensis
Abies durangensis är en tallväxtart som beskrevs av Maximino Martinez. Abies durangensis ingår i släktet ädelgranar och familjen tallväxter.
Arten förekommer i delstaterna Chihuahua, Coahuila, Durango, norra Jalisco och Sinaloa i Mexiko. Den växer i bergstrakter och på högplatå mellan 1600 och 3550 meter över havet. Abies durangensis hittas främst på sluttningar som är riktade mot norr med kyligt och fuktigt väder. Den ingår i barrskogar tillsammans med douglasgran (Pseudotsuga menziesii), Pinus strobiformis, Cupressus lusitanica, Cupressus arizonica, Pinus durangensis och ibland Juniperus deppeana. I några områden är även lövträd som Quercus castanea, Quercus rugosa eller glanshägg (Prunus serotina) inblandade.
Trä från Abies durangensis används sällan. Utanför utbredningsområdet odlas arten måttlig i södra England och Belgien. Allmänt kan skogsavverkningar påverka beståndet negativt. I delstaterna Durango och Chihuahua är arten ganska talrik. IUCN kategoriserar arten globalt som livskraftig.

## Underarter
Arten delas in i följande underarter:
- A. d. coahuilensis
- A. d. durangensis